# Downs Cone
Downs Cone är en kulle i Antarktis. Den ligger i Västantarktis. Inget land gör anspråk på området. Toppen på Downs Cone är 2 305 meter över havet.
Terrängen runt Downs Cone är varierad. Trakten är obefolkad. Det finns inga samhällen i närheten. 